# كنج (مديرية)

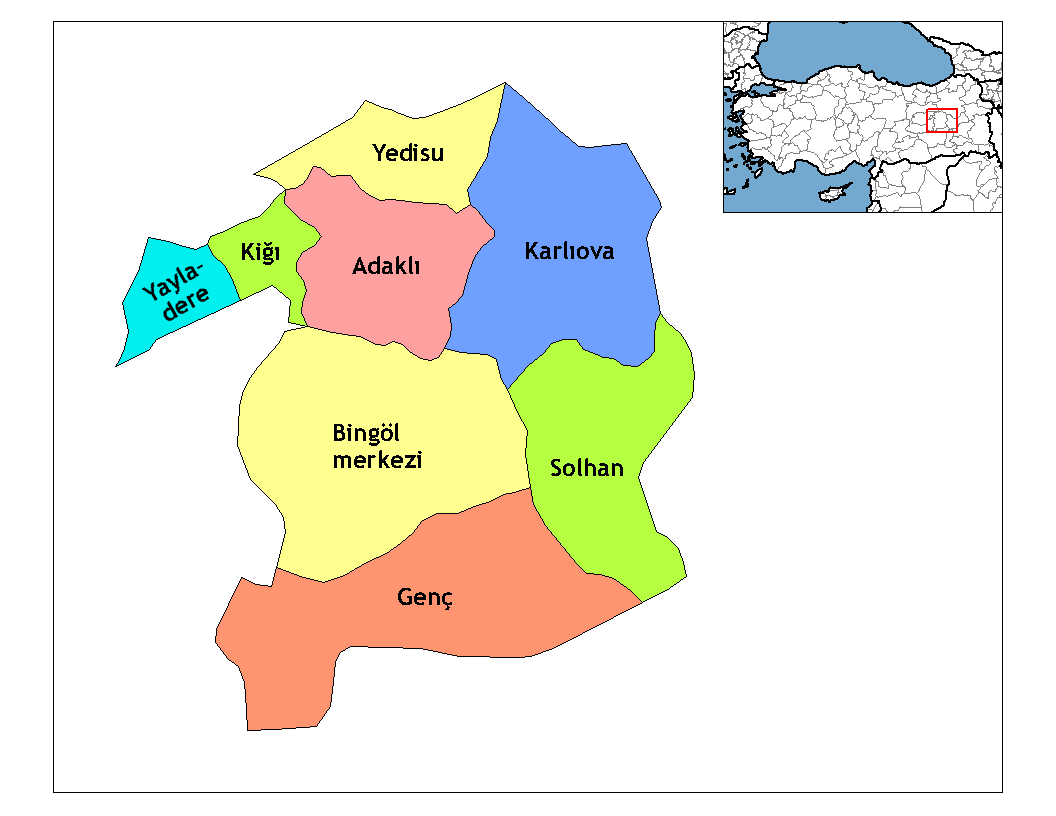
خريطة مناطق ولاية بنكل في تركيا

مُديريَّة كنج أو غينج (بالكردية: Darahênê‏) هي إحدى مُديريَّات محافظة بينگُل في تركيا ومقرها بلدة كنج. تبلغ مساحتها 1,443 كم² وبلغ عدد سكانها 33٫929 نسمة في عام 2021.

## التاريخ
ظلت منطقة كنج التي دخلت تحت جناح الدولة العثمانية بعد معركة أوتلق بلي في عام 1473 متصلة بالإيالات والسناجق المجاورة. فاتصلت بولاية بدليس في عام 1881 ثم أصبحت مع إعلان الجمهورية التركية مركزًا لمحافظة جديدة بين عامي 1924 و1927، ثم تحولت إلى مديرية في محافظة معمورة العزيز بين عامي 1927 و1936، ثم إلى مديرية في محافظة بينگُل.

## التركيبة
تتكوَّن المُديريَّة من ثمانيةٍ وستين قرية وبلدية واحدة هي بلدية كنج.

## التَعليم
تواصل مدرسة كنج المهنية أنشطتها التعليمية داخل جامعة بينگُل. وهناك ثلاثة وأربعون مدرسة تابعة لوزارة التعليم الوطني في المنطقة.